# Поньгома (деревня)
По́ньгома — старинная поморская деревня в составе Куземского сельского поселения Кемского района Республики Карелия, комплексный памятник истории.

## Общие сведения
Деревня расположена на берегу Кандалакшского залива Белого моря в устье реки Поньгома.

## История
8 мая 1935 года постановлением Карельского ЦИК в деревне была закрыта церковь.
В 1980-е годы на территории деревни Поньгома работало крупнейшее в районе рыболовецкое предприятие — Рыболовецкий колхоз. Оно вело промышленный вылов морской рыбы в акватории Белого моря. В конце 1990-х предприятие пришло в упадок. На сегодня от трассы «Кола» до деревни Поньгома имеется только грунтовая дорога.

## Примечания

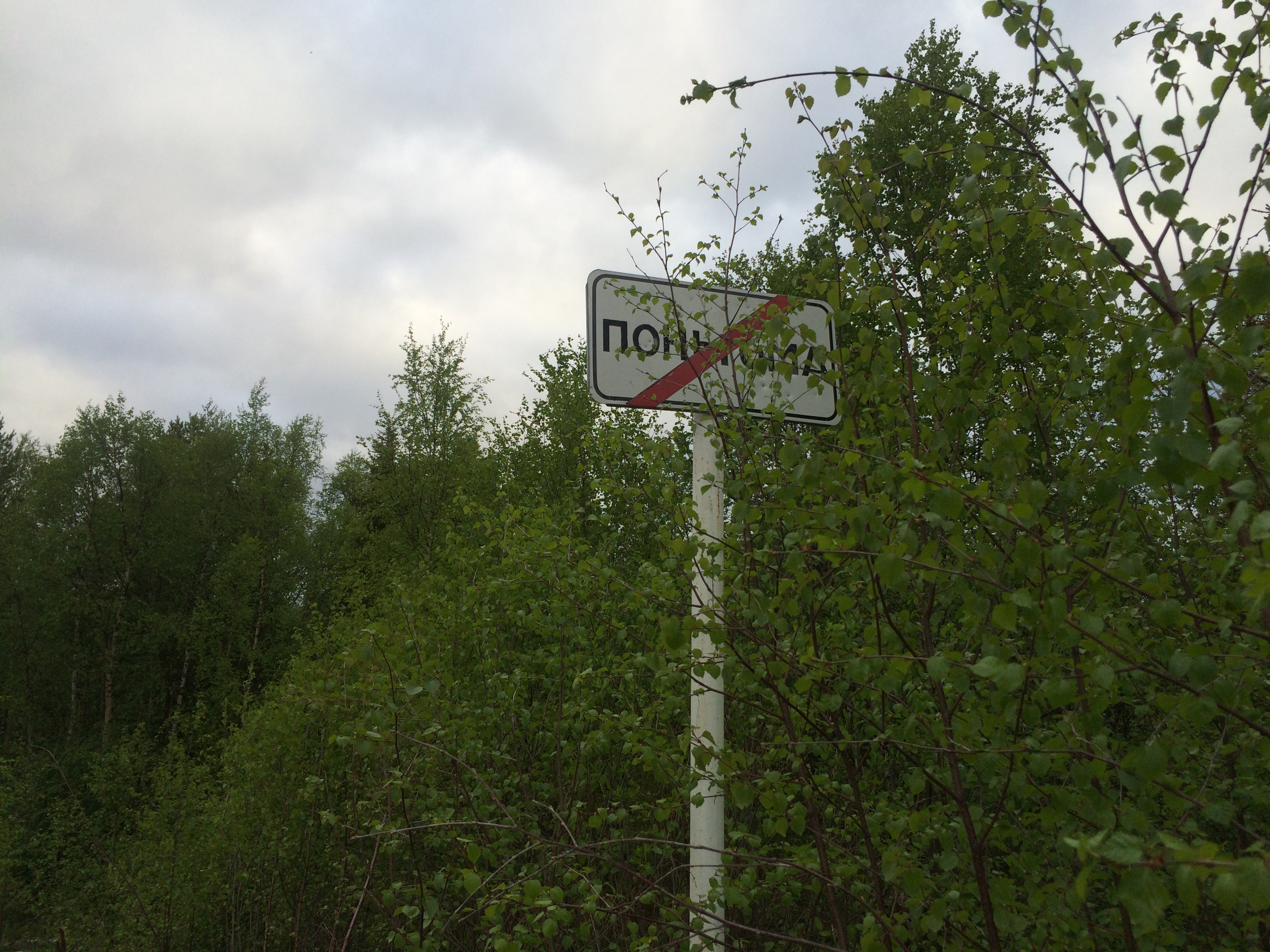
Табличка

## Население
| 2002 | 2009 | 2010 | 2013 |
| ---- | ---- | ---- | ---- |
| 86   | ↘79  | ↘57  | →57  |

## Улицы
- ул. Рыбацкая